# Fritz Schediwy
Fritz Schediwy am Bochumer Schauspielhaus, 1974

Link zum Bild

Fritz Schediwy (* 24. Februar 1943 in Prag; † 23. Mai 2011 in Berlin) war ein deutscher Schauspieler und Theaterregisseur.

## Leben und Wirken
Fritz Schediwy erhielt seine Schauspielausbildung an der Otto-Falckenberg-Schule in München. Sein erstes Theaterengagement trat er 1969 am Theater Bremen unter Intendant Kurt Hübner an, wo er bis 1972 blieb. Hier spielte er die Titelrolle in Don Carlos, Ferdinand in Der Sturm, Malvolio in Was ihr wollt, Prinz Philipp in Gombrowicz’ Yvonne, Prinzessin von Burgund und Johann in Fassbinders Bremer Freiheit.
1972 hatte er sein Filmdebüt in der Fernsehbearbeitung Bremer Freiheit von Rainer Werner Fassbinder. Unter Fassbinder spielte er auch in dessen Romanverfilmung Berlin Alexanderplatz. Peter Zadek holte ihn 1973 ans Schauspielhaus Bochum, dem er bis 1978 angehörte. Dort spielte er den Neffen in García Lorcas Dona Rosita bleibt ledig, Aurelian in Calderóns Die große Zenobia, Nero in Racines Britannicus, den Versucher in Strindbergs Der unerwartete Traum, Edmund in König Lear, Assessor Brack in Hedda Gabler und Herzog von Este in Hugo/Büchners Lucretia Borgia.
Von 1978 bis 1980 war Schediwy am Düsseldorfer Schauspielhaus engagiert. Hier verkörperte er Admetos in Roberto Ciullis Euripides-Inszenierungen Alkestis und Der Zyklop. 1980/81 ging er ans Mitbestimmungstheater am Schauspiel Frankfurt. In Inszenierungen von Wilfried Minks spielte er Debuisson in Heiner Müllers Der Auftrag und die Titelrolle in Shakespeares Richard III. Unter der Regie von B. K. Tragelehn war er als Orgon in Tartuffe (mit Sepp Bierbichler als Tartuffe) und als Valmont in der Uraufführung von Heiner Müllers Quartett (1982, mit Libgart Schwarz) zu sehen. In Frankfurt gab Schediwy sein Debüt als Regisseur mit Emilia Galotti (mit Peter Kremer und Paulus Manker). Danach inszenierte er 1983 Oscar Wildes „Salome“ (Oscar-Wilde-Collage Salome oder Auf dem Dach der Welt) mit Sven-Eric Bechtolf und Christoph Bantzer am Schauspielhaus Zürich.
An das Schauspielhaus Zürich ging er 1982, wo er bis 1985 zum Ensemble gehörte. Rollen dort waren unter anderem Merlin in Tankred Dorsts Merlin oder Das wüste Land (mit Matthias Habich), Mesa in Paul Claudels Mittagswende, Napoleon in der Uraufführung von Friedrich Dürrenmatts Achterloo (1983), Marinelli in Emilia Galotti und Achill in Penthesilea.
Am Schauspielhaus Bochum spielte er als Gast während der Intendanz von Claus Peymann im Spieljahr 1985/1986 unter anderem als Valerio in Leonce und Lena und als John in der deutschen Erstaufführung von Lars Noréns Nachtwache (1986). Peymann engagierte ihn 1986 auch nach seinem Wechsel ans Burgtheater in Wien. Rollen dort waren unter anderem Theseus und Oberon in Ein Sommernachtstraum und Stephano in Der Sturm.
Von der Spielzeit 1991/1992 bis zum Ende der Spielzeit 1994/1995 gehörte er zu Roberto Ciullis Ensemble am Theater an der Ruhr. Hier übernahm er die Titelrollen in König Ödipus (1991), Onkel Wanja (1992) und Macbeth (1993). Danach spielte Schediwy wieder am Burgtheater, darunter als der Schwarze in der Uraufführung von Dorsts Die Schattenlinie (1995) und Mackie Messer in Die Dreigroschenoper (1996, Regie: Paulus Manker) sowie bei den Wiener Festwochen Hans Frank in Joschua Sobols Dramatisierung von Niklas Franks Der Vater – Eine Abrechnung (1995, Theater an der Wien, Regie: Paulus Manker). Am Deutschen Theater Berlin spielte er das Volk in Peter Handkes Zurüstungen für die Unsterblichkeit (1997), am Düsseldorfer Schauspielhaus Heinrich Heine in der Uraufführung von Dorsts Harrys Kopf (1997).
Schediwy arbeitete mit zahlreichen hochrangigen Vertretern des deutschsprachigen Regietheaters, u. a. mit Roberto Ciulli, Jürgen Gosch, Klaus Michael Grüber und Werner Schroeter. Er trat außerdem in einigen Filmen von Werner Schroeter auf und spielte die Hauptrolle in Paulus Mankers Filmdebüt Schmutz (1985). Auch im 1990 erschienenen Film Der achte Tag von Reinhard Münster spielte er eine Rolle. Seit 2005 war er Ensemblemitglied des Schauspielhauses Zürich.
Schediwy starb am 23. Mai 2011 im Virchow-Klinikum, nachdem er kurz zuvor während einer Lesung im Berliner Schillertheater einen Herzinfarkt erlitten hatte.